# Boleophthalmus dussumieri
A Boleophthalmus dussumieri a csontos halak (Osteichthyes) főosztályának a sugarasúszójú halak (Actinopterygii) osztályába, ezen belül a sügéralakúak (Perciformes) rendjébe, a gébfélék (Gobiidae) családjába és az iszapugró gébek (Oxudercinae) alcsaládjába tartozó faj.

## Előfordulása
A Boleophthalmus dussumieri előfordulási területe kizárólag az Indiai-óceán ázsiai partjaira korlátozódik; a Perzsa-öbölben is fellelhető. A következő országokban él: Irak, Pakisztán és India. Talán Bangladesben is előfordul.

## Megjelenése
Ez a halfaj legfeljebb 18,7 centiméter hosszú. Az oldalvonalán 103-185 pikkelye van. A tarkója tájékán 48-56 pikkely látható. Az állkapocscsontján levő fogakon kis dudorok láthatók. A nagy szemei magasan kiállnak a fejéből.

## Életmódja
Trópusi halfaj, amely egyaránt megtalálható az édes, sós- és brakkvízben is; a víz alá is lemerül. A levegőből veszi ki az oxigént. Az iszapos területeken érzi jól magát.

## Felhasználása
A Boleophthalmus dussumierinak nincs halászati értéke.